# The Sweet Hello, the Sad Goodbye
The Sweet Hello, The Sad Goodbye — первый сингл немецкого певца Томаса Андерса с альбома Whispers. Примечательно, что автором песни является Пер Гессле (Per Gessle) из шведского дуэта «Roxette». Это было одноразовое сотрудничество между ним и Андерсом, никаких других совместных проектов больше не было.

## История создания
В 1991 году дуэт «Roxette» записывал альбом «Joyride», для которого была записана песня «The Sweet Hello, The Sad Goodbye». Была подготовлена демоверсия с основным вокалом солистки группы Мари. Однако в альбом эта песня так и не попала. Тогда менеджмент группы договорился с менеджментом Томаса Андерса о том, чтобы включить песню в альбом «Whispers». Песню записали заново уже с вокалом самого Томаса Андерса и посчитали её настолько удачной, что было решено сделать её первым синглом с альбома «Whispers». Это характерная для стиля группы «Roxette» страстная песня в стиле рок. Позже она в исполнении Мари Фредрикссон и Пера Гессле вошла в альбом Roxette 1995 года Rarities.
Летом 2012 года после выхода альбома «Travelling» Roxette выпустили собственный сингл «The Sweet Hello, the Sad Goodbye» в виде ремиксов Bassflow remake.

## Промокампания
На песню не был снят клип, и сам Андерс выступал с ней на телевидении достаточно мало. В результате этих просчетов потенциально очень успешная песня не попала в чарты. В сингле присутствует Би-сайд песня «You Are My Life» с предыдущего альбома Андерса «Different».

## Список композиций
7" винил:
А: The Sweet Hello, The Sad Goodbye 4:35
B: You Are My Life 4:40
12" винил:
A: The Sweet Hello, The Sad Goodbye 6:00
B1: The Sweet Hello, The Sad Goodbye (single edit) 4:35
B2: You Are My Life 4:40
CD:
1. The Sweet Hello, The Sad Goodbye (single edit) 4:35
2. The Sweet Hello, The Sad Goodbye (extended version) 4:35
3. You Are My Life 4:40